# Папагаюс
Папагаюс (порт. Papagaios) — муниципалитет в Бразилии, входит в штат Минас-Жерайс. Составная часть мезорегиона Агломерация Белу-Оризонти. Входит в экономико-статистический микрорегион Сети-Лагоас. Население составляет 14 211 человек на 2006 год. Занимает площадь 552,776 км². Плотность населения — 25,7 чел./км².

## История
Город основан 20 января 1954 года. 

## Статистика
- Валовой внутренний продукт на 2003 год составляет 79 908 745,00 реалов (данные: Бразильский институт географии и статистики).
- Валовой внутренний продукт на душу населения на 2003 год составляет 5957,12 реалов (данные: Бразильский институт географии и статистики).
- Индекс развития человеческого потенциала на 2000 год составляет 0,736 (данные: Программа развития ООН).